# فيالسريب

موقع قرية فيالسريب في بلدية ليتينسيراديل، هولندا

فيالسريب (بالهولندية: Welsrijp)‏ هي قرية ببلدية ليتينسيراديل في مقاطعة فرايزلاند، هولندا. بلغ عدد سكانها حوالي 501 عام 2004.